# Лусерн Мајнс (Пенсилванија)
Лусерн Мајнс (енгл. Lucerne Mines) насељено је место без административног статуса у америчкој савезној држави Пенсилванија.

## Демографија
По попису из 2010. године број становника је 937, што је 14 (-1,5%) становника мање него 2000. године.
| Група             | 2000.       | 2010.       |
| Белци             | 930 (97,8%) | 907 (96,8%) |
| Афроамериканци    | 10 (1,1%)   | 5 (0,5%)    |
| Азијати           | 1 (0,1%)    | 1 (0,1%)    |
| Хиспаноамериканци | 8 (0,8%)    | 5 (0,5%)    |
| Укупно            | 951         | 937         |